# Apharée
Dans la mythologie grecque, Apharée (en grec ancien Ἀφαρεύς / Aphareús) est le fils de Périérès et de Gorgophoné, est le mari d'Aréné et le père de Idas et Lyncée (appelés « Apharétides » d’après le nom de leur père).